# Reboleira (Metro de Lisboa)
Reboleira es una estación de la línea Azul del metro de Lisboa, ubicada en el municipio de Amadora, en el distrito de Lisboa, Portugal. Fue inaugurada el 13 de abril de 2016 y permite hacer conexión con la estación ferroviaria de Reboleira.
Está situada en Rua das Indústrias, junto a la estación de trenes de Reboleira (en la que Comboios de Portugal opera las líneas de Sintra y Azambuja), y fue diseñada por el arquitecto Leopoldo de Almeida Rosa con tres escaleras peatonales, una escalera mecánica y un ascensor, además de estar equipada para atender a pasajeros con movilidad reducida.
Funciona todos los días, de 06:30 a 1:00.
El estudio de impacto ambiental de la obra de 2007 estimaba un inicio de operaciones en 2010, pero luego de distintos aplazamientos por problemas de financiamiento la estación se inauguró el 13 de abril de 2016 como terminal norte de la línea Azul, tras la apertura de un túnel de 579 desde la estación Amadora Este.
El costo final de la obra fue de 59,9 millones de euros, de los cuales 43,3 millones fueron aportados por la Unión Europea.
La nueva estación representó lo que Transportes de Lisboa llamó 'interfaz multimodal', que engloba metro, autobuses, trenes, taxis, ciclovías y estacionamiento para bicicletas y coches.
En su primer año de operaciones la estación registró un movimiento de 2,6 millones de pasajeros.